# Leptochilus praestans
Leptochilus praestans är en stekelart som beskrevs av Giordani Soika 1970. Leptochilus praestans ingår i släktet Leptochilus och familjen Eumenidae. Inga underarter finns listade i Catalogue of Life.